# Kubeczka koroniasta

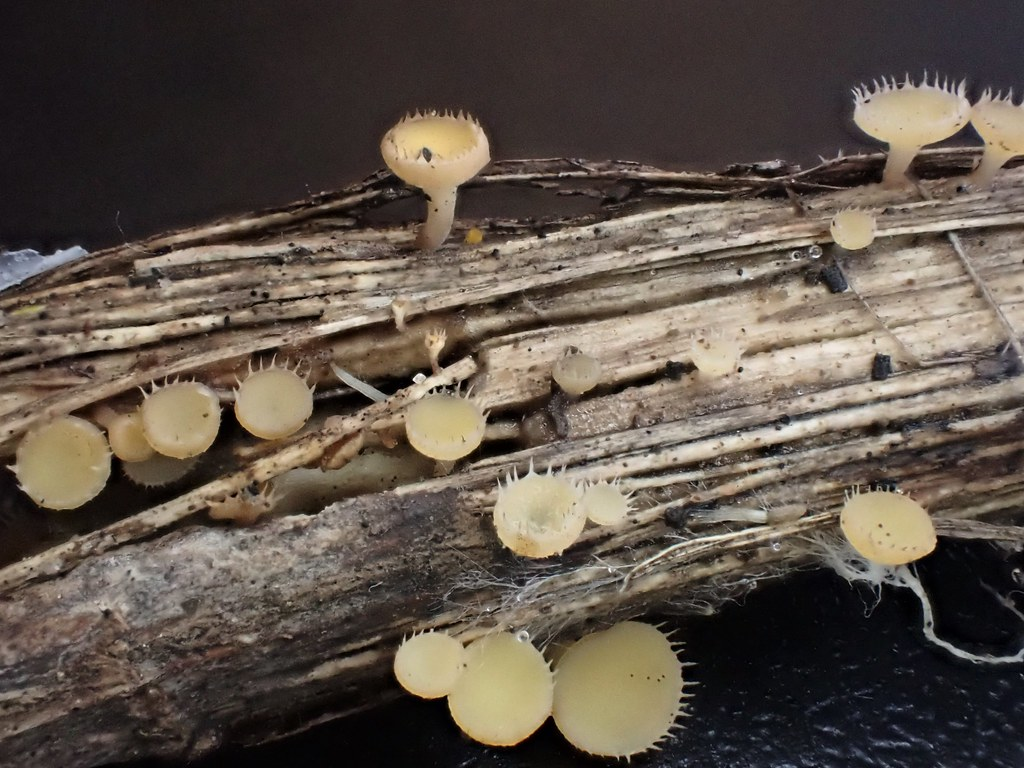

Kubeczka koroniasta (Cyathicula coronata (Bull.) Rehm) – gatunek grzybów należący do rodziny tocznikowatych (Helotiaceae).

## Systematyka i nazewnictwo
Pozycja w klasyfikacji według Index Fungorum: Helotiaceae, Helotiales, Leotiomycetidae, Leotiomycetes, Pezizomycotina, Ascomycota, Fungi.
Po raz pierwszy opisał go w 1789 r. Jean Baptiste François Bulliard nadając mu nazwę Peziza coronata. Obecną nazwę nadał mu Heinrich Rehm w 1893 r.
Ma 20 synonimów. Niektóre z nich:
- Crocicreas coronatum (Bull.) S.E. Carp. 1980
- Cyathicula coronata var. nuda Velen. 1939[2].

Polską nazwę zarekomendowała Komisja ds. Polskiego Nazewnictwa Grzybów przy Polskim Towarzystwie Mykologicznym w 2024 r.

## Morfologia
Owocniki typu apotecjum (miseczka) o średnicy do 2 mm. Hymenium żółtawe do pomarańczowego. Brzeg podobny do korony z powodu drobnych ząbków. Trzon o wysokości 1–3 mm. Zarodniki (14)17–21(23) × 4–5 μm, wrzecionowate, brodawkowate, z gutulami.
Podobna jest Cyathicula pallida. Ma mniejsze zarodniki cylindryczne i mniejsze (13–18 × 3–3,8 μm)

## Występowanie i siedlisko
Stanowiska Cyathicula coronata podano w Ameryce Północnej, Europie, Azji i na Nowej Zelandii. Najwięcej stanowisk podano w Europie. Występuje tu na całym obszarze, od Morza Śródziemnego po północne krańce Półwyspu Skandynawskiego i Islandię, brak go tylko na Bałkanach. W Polsce M. A. Chmiel w 2006 r. przytoczyła kilkanaście stanowisk (dla synonimu Crocicreas coronatum). Aktualne stanowiska podaje internetowy atlas grzybów. Znajduje się w nim na liście gatunków zagrożonych i wartych objęcia ochroną.
Występuje na łodygach roślin zielnych. Często występuje na pokrzywach. Jest to bardzo drobny gatunek i przez to przeoczany, ale nie jest rzadki, zwłaszcza jesienią.